# Андроген
Андроген је било који из групе хормона који углавном утичу на развој мушког репродуктивног система.Главни и најактивнији андроген је тестостерон кога производе ћелије у тестисима. Андроген проузрокује нормалне пубертетске промене код дечака, утиче на формирање ћелија сперме, полну заинтересованост, понашање и уопште мушку специфичност.
Код жена се јавља мања количина андрогена, углавном у надбубрежним жлездама, као и у јајницима.